# Cinch Championships 2022
cinch Championships 2022, známý pod tradičním názvem Queen's Club Championships 2022, byl tenisový turnaj hraný jako součást mužského okruhu ATP Tour v Queen's Clubu na otevřených travnatých dvorcích. Probíhal mezi 13. až 19. červnem 2022 v britském hlavním městě Londýně jako stý devatenáctý ročník turnaje.  
Turnaj dotovaný 2 275 275 eury patřil do kategorie ATP Tour 500. Nejvýše nasazeným v singlové soutěži se stal pátý hráč světa Casper Ruud, kterého na úvod vyřadil Brit Ryan Peniston startující na divokou kartu. Jako poslední přímý účastník do hlavní soutěže dvouhry nastoupil 57. hráč žebříčku, Ital Lorenzo Musetti. V důsledku invaze Ruska na Ukrajinu na konci února 2022 řídící organizace tenisu ATP, WTA a ITF s grandslamy rozhodly, že ruští a běloruští tenisté mohli dále na okruzích startovat, ale do odvolání nikoli pod vlajkami Ruska a Běloruska.
Sedmý singlový titul na okruhu ATP Tour, a čtvrtý na trávě, vybojoval Ital Matteo Berrettini. Zvládnutou obhajobou se stal prvním tenistou otevřené éry, který v Queen's Clubu vyhrál při svých prvních dvou startech. Čtyřhru ovládli Chorvati Nikola Mektić a Mate Pavić, kteří získali dvanáctou společnou, a třetí sezónní, trofej.
Tenisté turnaj zvolili nejlepší událostí sezóny 2022 v kategorii ATP Tour 500.

## Rozdělení bodů a finančních odměn

### Rozdělení bodů
| Soutěž  | Soutěž | vítězové | finalisté | semifinalisté | čtvrtfinalisté | 16 v kole | 32 v kole | Q  | Q2 | Q1 |
| ------- | ------ | -------- | --------- | ------------- | -------------- | --------- | --------- | -- | -- | -- |
| dvouhra | [ 1 ]  | 500      | 300       | 180           | 90             | 45        | 0         | 10 | 4  | 0  |
| čtyřhra | [ 6 ]  | 500      | 300       | 180           | 90             | 0         | —         | —  | —  | —  |

### Finanční odměny
| Soutěž                              | Soutěž      | vítězové  | finalisté | semifinalisté | čtvrtfinalisté | 16 v kole | 32 v kole | Q2      | Q1      |
| ----------------------------------- | ----------- | --------- | --------- | ------------- | -------------- | --------- | --------- | ------- | ------- |
| dvouhra                             | [ 1 ] [ 7 ] | 399 170 € | 214 775 € | 114 465 €     | 58 485 €       | 31 215 €  | 16 650 €  | 8 530 € | 4 785 € |
| čtyřhra                             | [ 6 ]       | 131 110 € | 69 930 €  | 35 370 €      | 17 690 €       | 9 160 €   | —         | —       | —       |
| částka ve čtyřhře je uvedena na pár |             |           |           |               |                |           |           |         |         |

## Dvouhra

### Nasazení hráčů
| Země                          | Hráč              | ATP | Nasazení |
| ----------------------------- | ----------------- | --- | -------- |
| Norsko                        | Casper Ruud       | 6.  | 1.       |
| Itálie                        | Matteo Berrettini | 10. | 2.       |
| Spojené království            | Cameron Norrie    | 11. | 3.       |
| USA                           | Taylor Fritz      | 14. | 4.       |
| Argentina                     | Diego Schwartzman | 15. | 5.       |
| Kanada                        | Denis Shapovalov  | 16. | 6.       |
| Chorvatsko                    | Marin Čilić       | 17. | 7.       |
| USA                           | Reilly Opelka     | 18. | 8.       |
| Žebříček ATP k 6. červnu 2022 |                   |     |          |

### Jiné formy účasti na turnaji
Následující hráči obdrželi divokou kartu do hlavní soutěže:
- Liam Broady
- Jack Draper
- Ryan Peniston

Následující hráč měl obdržet zvláštní výjimku:
- Andy Murray

Následující hráč nastoupil pod žebříčkovou ochranou:
- Stan Wawrinka

Následující hráči postoupili z kvalifikace:
- Quentin Halys
- Paul Jubb
- Sam Querrey
- Emil Ruusuvuori

Následující hráč postoupil z kvalifikace jako šťastný poražený:
- Denis Kudla

### Odhlášení
před začátkem turnaje
- Carlos Alcaraz → nahradil jej  Filip Krajinović
- Gaël Monfils → nahradil jej  Francisco Cerúndolo
- Andy Murray → nahradil jej  Denis Kudla

## Čtyřhra

### Nasazení párů
| Země                                                                      | Hráč                 | Země               | Hráč          | ATP | Nasazení |
| ------------------------------------------------------------------------- | -------------------- | ------------------ | ------------- | --- | -------- |
| USA                                                                       | Rajeev Ram           | Spojené království | Joe Salisbury | 3.  | 1.       |
| Chorvatsko                                                                | Nikola Mektić        | Chorvatsko         | Mate Pavić    | 8.  | 2.       |
| Nizozemsko                                                                | Wesley Koolhof       | Spojené království | Neal Skupski  | 19. | 3.       |
| Kolumbie                                                                  | Juan Sebastián Cabal | Kolumbie           | Robert Farah  | 22. | 4.       |
| Žebříček ATP k 6. červnu 2022; číslo je součtem umístění obou členů páru. |                      |                    |               |     |          |

### Jiné formy účasti
Následující páry obdržely divokou kartu do hlavní soutěže:
- Lloyd Glasspool /  Harri Heliövaara
- Jonny O'Mara /  Ken Skupski

Následující pár postoupil z kvalifikace:
- André Göransson /  Ben McLachlan

## Přehled finále

### Mužská dvouhra
- Matteo Berrettini vs.  Filip Krajinović, 7–5, 6–4

### Mužská čtyřhra
- Nikola Mektić /  Mate Pavić vs.  Lloyd Glasspool /  Harri Heliövaara, 3–6, 7–6(7–3), [10–6]